# Lösliche Stärke nach Zulkowsky
Karl Zulkowsky machte um 1875 die Entdeckung, dass sich Stärke leicht in heißem Glycerin löst. Dabei geht sie in eine wasserlösliche Form über, die durch Ausfällen mit konzentriertem Ethanol aus der Glycerinlösung abgeschieden werden kann. Als besonders geeignet erwies sich Kartoffelstärke, die leicht in die lösliche Form übergeht. Weizenstärke und Reisstärke lässt sich auf diese Weise bedeutend schwerer bis gar nicht umsetzen. Stärke, die nach diesem Verfahren hergestellt wurde, ist kommerziell erhältlich (z. B. bei Fluka oder Merck).
Lösliche Stärke nach Zulkowsky wird bevorzugt eingesetzt um wässerige Stärkelösungen herzustellen, da sie wesentlich besser wasserlöslich ist als gewöhnliche lösliche Stärke. Solche Stärkelösungen werden bei einigen analytischen Bestimmungen im Labor benutzt, etwa bei der Iodometrie oder der enzymatischen Analyse von Amylase.

## Verfahren für den Labormaßstab
In 1 kg konzentriertes Glycerin werden ca. 60 g zerriebene Stärke eingerührt. Das Ganze wird in einer Porzellanschale unter ständigem Rühren erhitzt.
| Temperatur | Beobachtung                                                                                    |
| ---------- | ---------------------------------------------------------------------------------------------- |
| < 130 °C   | starkes Aufquellen der Stärkekörner                                                            |
| < 130 °C   | der Mischung entweicht einige Zeit Wasserdampf                                                 |
| 130 °C     | die Konsistenz nimmt bedeutend zu, Rühren kann nur mit Mühe fortgesetzt werden, formlose Masse |
| 170 °C     | Konsistenz nimmt ab, Masse erscheint dünnflüssig, Stärke ist ganz gelöst, klare Flüssigkeit    |
| 190 °C     | Glycerin beginnt zu verdampfen, Stärke ist in lösliche Form übergegangen                       |

Ob die Umwandlung in hinreichendem Maße stattgefunden hat, lässt sich wie folgt testen: Einige Tropfen der heißen Lösung lässt man in Wasser fallen, je nachdem, ob eine Trübung auftritt und wie stark sie ist, lässt sich auf den Umsatz schließen.
Die Flüssigkeit wird auf 120 °C erkalten gelassen und langsam in die zwei- bis dreifache Menge Ethanol gegossen. Die Flüssigkeit über dem Niederschlag wird abgegossen und neuer Ethanol zugesetzt, wodurch der Niederschlag dichter wird. Der Niederschlag wird mit Ethanol glycerinfrei gewaschen.
Zur Reinigung wird das erhaltene Präparat sofort in warmen Wasser gelöst, filtriert und die klare Lösung während des Filtrierens in eine angemessene Menge Ethanol gegossen.